# BitDefender
Bitdefender is een shareware-antiviruspakket ontwikkeld door Softwin, een Roemeens softwarebedrijf. Het pakket moet aangekocht worden en het is mogelijk om een testversie te downloaden.

## Geschiedenis
Bitdefender verving de AVX (AntiVirus eXpert)-reeks. Tussen 1996 en 2001 werd AVX een product dat wereldwijd beschikbaar was en dat slimme updates bood zonder de tussenkomst van een gebruiker. Er zat ook een browser bij het pakket, waarin alle downloads gemonitord en gescand werden. AVX beschikte vanaf de zesde generatie over de eerste technologie die verdachte gedragingen opmerkt en was tevens de eerste die persoonlijke firewallfuncties meeleverde. De Bitdefender-groep scheurde zich af van Softwin in 2007. In 2018 werd het Nederlandse bedrijf Redsocks overgenomen en daarmee is de Nederlandse vestiging in Den Haag tot stand gekomen.

## Functies
De voornaamste functies zijn virussen, spam en spyware blokkeren. Er is ook een firewall en internetfilter aanwezig. Ten slotte stopt het pogingen tot ID-diefstal en bevat het programma functies voor ouderlijk toezicht.

## Certificaten en prijzen
Bitdefender won een dertigtal prijzen en certificaten binnen de jaren 2009 en 2011.
Hun laatste certificaat dateert van maart 2011. Hiervoor kreeg Bitdefender de ConsumerSearch's Seal of Approval.